# Jordi Joan i Santacília
Jordi Joan i Santacília (Novelda?/Monfort?, 5 de gener de 1713 - Madrid; 1773) va ser un científic, marí i diplomàtic valencià. Conegut a Europa com el Savi espanyol, va formar part de l'Acadèmie Royale des Sciences i de la Royal Society. Sens dubte, va ser un dels personatges més importants del segle xviii. A més dels seus treballs científics i acadèmics, va estar embolicat en empreses de risc: va ser espia al Regne Unit i també va elaborar un informe secret sobre la situació política, social i econòmica dels virregnats. Però Jordi Joan és més conegut pel descobriment que va fer junt amb el seu company, Antonio de Ulloa, sobre el mesurament de l'arc de meridià i d'un grau terrestre. El seu retrat ha sigut familiar als espanyols durant uns anys, ja que apareixia la seua cara als bitllets de deu mil pessetes.

## Infantesa i joventut
Fill de Bernat Joan i Canicia i de Violant Santacilia i Soler, va nàixer el 5 de gener de 1713, entre les dues i les tres de la vesprada, en la hisenda del seu pare dita El Hondón, hui també coneguda com El Fondonet, en el terme actual de Novelda. Actualment, i amb motiu del III centenari del seu naixement, s'han desenvolupat multitud d'argumentacions a l'entorn de la procedència del seu naixement. El cert és que, a pesar del naixement en sa casa natal d'El Fondonet, el seu baptisme es va realitzar a Monfort, i esta localitat és la que figura en l'únic escrit en què el subjecte parla del seu lloc de naixement, la carta d'ingrés en l'orde de Malta, a on figura del seu puny i lletra: «Soy natural de Monforte». Tenia tres anys quan va quedar orfe de pare. Als dotze anys, va ser acceptat i enviat a l'illa de Malta per rebre l'hàbit del conegut orde de Sant Joan de Jerusalem, i al cap d'un any passà a ser patge del gran mestre, António Manoel de Vilhena. 

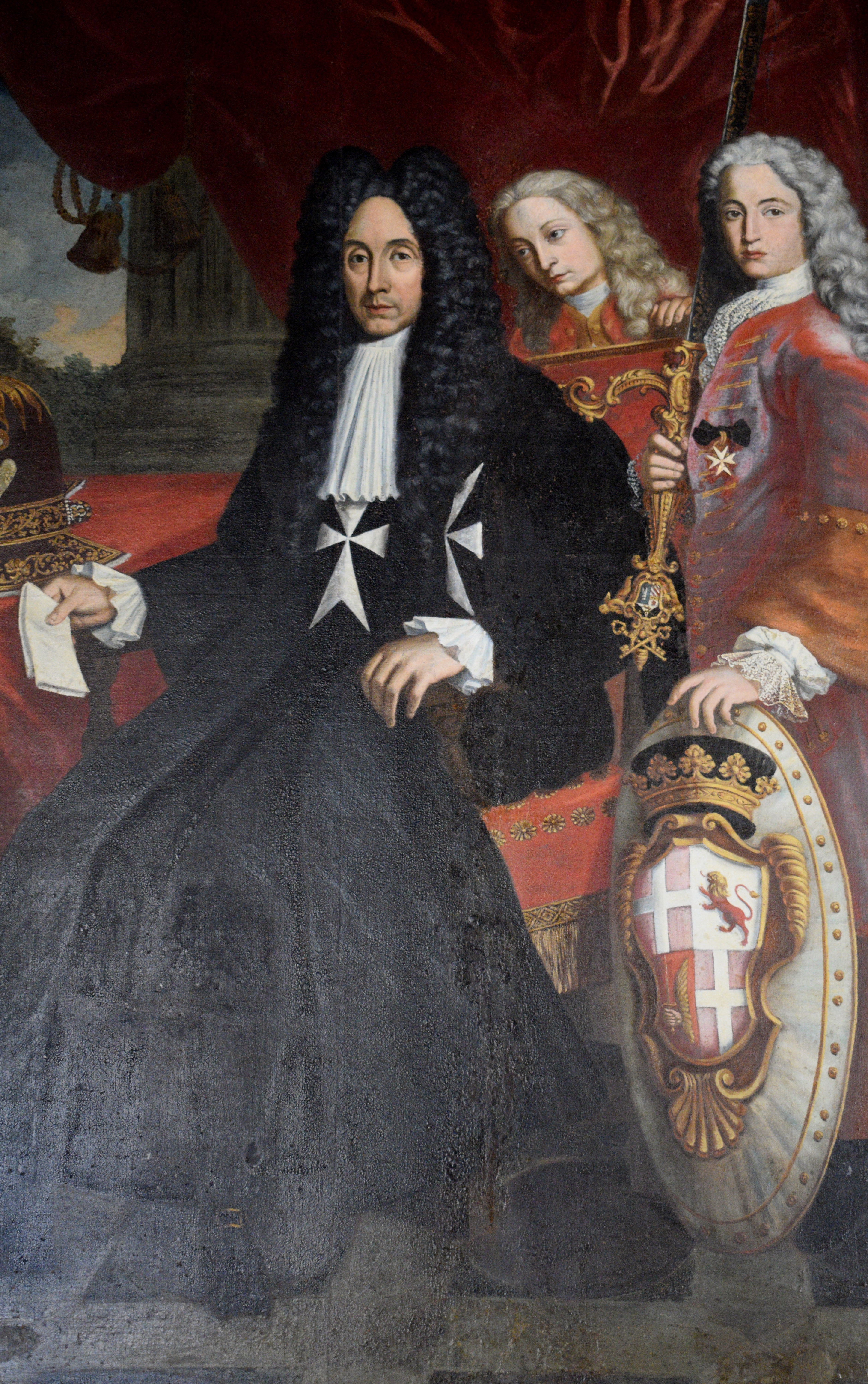
El jove Jordi Joan a la dreta junt al gran mestre de l'orde de Malta

El 1729, va tornar a Espanya i va entrar en la Real Companyia de Guàrdies Marines de Cadis, on s'impartien moderns estudis tècnics i científics. Prompte va adquirir fama d'alumne avantatjat, i fou conegut pels seus companys amb l'àlies d'Euclides. Cadis era una porta oberta a l'Europa il·lustrada, als corrents enciclopedistes i al comerç amb Amèrica. Amb 21 anys, va finalitzar els estudis de guàrdia marina, després d'haver navegat durant tres anys pel Mediterrani. Va participar en moltes expedicions, com per exemple en l'esquadra que va acompanyar a Nàpols per asseure en el tron el llavors infant Carles, que més tard seria Carles III d'Espanya.

## Expedició a Amèrica
El 1734, Felip V d'Espanya va rebre la sol·licitud del seu cosí el rei Lluís XV de França, perquè una expedició de l'Academie Royale des Sciences de Paris formada per Louis Godin, Pierre Bouguer i Charles-Marie de La Condamine, viatjara al virregnat del Perú a mesurar un arc de meridià i obtindre el valor d'un grau terrestre que pogués ser comparat amb altres mesuraments practicats per Maupertius a Lapònia.
Felip V va ordenar triar dos dels seus més hàbils oficials, perquè acompanyaren i ajudaren els acadèmics francesos en totes les operacions del mesurament. Sorprenentment van triar, no dos oficials, sinó dos joves guàrdies marines, Jordi Joan i Santacília i Antonio de Ulloa. Si bé havien finalitzat els estudis brillantment, no tenien més que vint-i-un i dinou anys, i mancaven de graduació militar. Jordi Joan seria el matemàtic i Antonio de Ulloa el naturalista.

Bust de Jordi Joan

Les tasques encomanades eren molt diverses: dur un diari complet del viatge i de totes les mesures físiques i astronòmiques, fer càlculs de longitud i latitud, aixecar plànols i cartes, descriure ports i fortificacions, fer anàlisis de costums, estudis de botànica i mineralogia, i elaborar un informe secret sobre la situació política i social dels virregnats, a més d'un control policíac sobre els acadèmics francesos, ja que el seu pas per les colònies suposava obtenir dades que caurien en mans dels ministres de Lluís XV.
El mesurament del grau de meridià es va perllongar de 1736 a 1744 a causa de les grans dificultats que van haver de superar. Allí se'ls coneixia com els cavallers del punt fix. El sistema seguit consistia en una sèrie de triangulacions que requerien posar senyals en punts o bases triades, tant en el pla com en els cims de 5.000 metres d'altitud. Les ciutats de Quito i Cuenca, situada tres graus més al sud de la primera, van limitar els extrems del mesurament geomètric o triangulació; entre ambdues, una doble cadena de muntanyes paral·leles facilitava l'elecció del vèrtex a una i altra part de la gran vall que les uneix.
Després de diverses comprovacions, calia complementar aquestes observacions físiques amb les astronòmiques; a més, l'instrumental tenia greus defectes, per la qual cosa va caldre repetir nombroses vegades els càlculs, i Godín, Joan i el rellotger Hugot, van haver de construir un instrument de 20 peus de llarg per facilitar els mesuraments.
A més de participar amb els francesos en els mesuraments, en tres ocasions van haver d'interrompre el treball i fer el llarg camí de Quito a Guayaquil per ordre del virrei de Lima, per solucionar qüestions relacionades amb la defensa marítima del virregnat en les seues costes i places, fortificant-les contra els atacs de l'almirall anglès Anson, i participant en la construcció i comandament de les fragates Betlem i Rosa del Comerç.
A partir del coneixement exacte de la forma i magnitud de la Terra, es podia cartografiar situant correctament longitud i latitud, i de fet Jordi Joan i Antonio d'Ulloa van realitzar quaranta de les cent cartes modernes del món. Joan va establir com a valor del grau de meridià contigu a la línia equatorial, 56.767.788 toeses, en un càlcul que era el més aproximat de tots. La unitat de mesurament va passar a ser el metre, i amb això un sistema mètric decimal adoptat universalment.

## Tornada a Europa
Van decidir tornar en naus distintes, amb la finalitat d'assegurar que un dels duplicats de les notes i càlculs arribés a la seva destinació. Jordi Joan es va dirigir a París per canviar impressions sobre la seua obra i contrastar algunes particularitats observades per ell i Godín en les seues observacions astronòmiques, i conegué els cèlebres astrònoms Marian, Clairaut i Nicolas-Louis de Lacaille, autors de les fórmules que tantes vegades havien emprat. Va conèixer Reaumur, inventor del termòmetre, i altres cèlebres acadèmics en companyia de Charles-Marie de La Condamine i Bourguer, reintegrats a les seves activitats. El van votar com a membre corresponent de la Royal Academie des Sciences.
A Antonio d'Ulloa el van dur pres prop de Portsmouth, però en interessar-se pels seus papers els comissaris i en comunicar-ho a l'almirallat, el duc de Bedford li va concedir la llibertat. A Londres el ministre d'Estat comte de Harrington, que va anar d'ambaixador a Espanya i guardava un grat record de la seva estada, li va presentar Martin Folkes, president de la Royal Society, que s'havia fet càrrec dels papers des de l'almirallat. Aquest, havent-los estudiat i veient el seu valor científic, els va conservar i els va retornar, no sense abans haver proposat a Ulloa al costat del comte de Stanhop, ser membre de la Royal Society. Antonio de Ulloa, en els seus estudis sobre la mineria, va ser el primer a parlar de la platina o platí, com mineral diferent de la plata i l'or.
En arribar a Madrid havia mort Felip V, i van ser rebuts amb indiferència en el despatx de Marina i en la Secretaria d'estat. El general de l'armada, Pizarro, vell amic de Xile, els va presentar al marqués de l'Ensenada, que va veure en ells les persones ideals per a desenvolupar la seua política naval i d'armaments, apreciant-ne la vàlua.
Ferran VI d'Espanya va acceptar de bon grau l'elecció i els va nomenar capitans de fragata. Es va interessar per l'informe Memorias secretas, o part reservada de la missió que els va dur a l'Equador, per tractar-se de l'estat polític d'aquelles províncies, redactades amb una maduresa i esperit liberal sorprenent per a la seua joventut. Per una altra part, el marqués va decidir publicar les Observacions i els quatre volums de la Relació històrica, comprenent que el treball dels dos joves no estaria acabat fins a la seua pública presentació, que va ser el 1748, en una tirada de 900 exemplars (l'edició francesa de La Condamine no apareixerà fins a 1751). Com que la seua obra s'inspirava en la física newtoniana, va tindre diversos problemes amb la inquisició.
Al març de 1749, Jordi Joan va ser enviat a Londres amb el nom de Mr. Josues amb diverses missions secretes, per encàrrec del marqués de la Ensenada. Per als seus plans de reforma de l'armada, necessitava informació sobre tot allò relacionat amb la construcció naval. Allí va recollir informació sobre la fabricació dels fins draps anglesos, el lacre, matrius d'impremta, màquines per a netejar ports, armaments, compra d'instruments de cirurgia per al Col·legi de Cadis, blanqueig de la cera, bomba de foc (vapor) per a traure aigua, i tot el que en els plans d'Ensenada suposava reorganitzar l'economia i posar Espanya al nivell dels millors països d'Europa.
Les cartes de Joan amb Ensenada s'escrivien en clau numèrica. L'activitat secreta de l'espionatge industrial no va impedir que Jordi Joan fos admès, el 6 d'abril, com a membre de la Royal Society de Londres, com Ulloa. Al cap de 18 mesos, va haver d'escapar per la costa francesa disfressat de mariner, no sense abans haver aconseguit dur-se a Espanya 50 tècnics navals.
Aquesta activitat ens mostra una faceta aliena a la seva personalitat de savi erudit. Tot açò prova la seva increïble capacitat d'adaptació al treball i el seu interès de ser útil i servir al rei i a l'estat.
També 1749 és la data en què es publica Disertación histórica i geográfica sobre el meridiano de demarcación entre els dominis d'Espanya i Portugal, d'Ulloa i Joan, en què es va poder resoldre científicament la qüestió de determinar el meridià que Alexandre VI va assenyalar com a demarcació per als descobriments d'ambdues nacions, i que encara es negociava des del tractat de Tordesillas.
A partir de 1750 la seua carrera va ser imparable; Ensenada descobriria com seria d'útil per a les seves finalitats. En el segle xviii el transport marítim i la defensa naval van ser decisius; el país que disposara de millors vaixells seria el que dominaria. Conscients del retard d'Espanya, van centrar els esforços en aquest sector punter. Però Joan, desil·lusionat pel sistema de construcció naval anglés, al seu retorn de Londres va idear un nou pla espanyol que, aprovat pel rei el 1752, es va implantar de manera general en tots els departaments, imposant-se en les drassanes de Cartagena, Cadis, Ferrol, i l'Havana. Va organitzar arsenals, va fer construir dics a Ferrol i Cartagena, contractant constructors com Bryant i Tournel. Allí es treballava amb un modern criteri industrial de divisió del treball; milers d'obrers es repartien en els dics, drassanes, forns, fàbriques de xàrcies i lones, etc. Amb aquestes normes es van construir vaixells com l’Aquilón i l’Orient.
El 1752, el rei el va nomenar director de l'Acadèmia de Guàrdies Marines, càrrec de molta responsabilitat, on Jordi Joan implantaria els ensenyaments més avançats de l'època. Va fundar l'observatori astronòmic de Cadis, dotant-lo amb els millors aparells de l'època i mantenint correspondència de les seues observacions amb les acadèmies de París, Berlín i Londres.
A Cadis va tindre ocasió i temps per als nous estudis, experimentant amb càlculs matemàtics la manera de construir vaixells lleugers i veloços, sense menyscapte de la seua seguretat i resistència. Les directrius que va imposar serien que el vaixell s'havia de construir amb la menor quantitat de fusta i ferro possible, però havia de tindre tota la fusta i ferro necessaris per a mantenir-se ferm. Així mateix, va estudiar la força del mar i del vent, construint models de naus que remolcava per comparar-ne les distintes resistències, i comprovant amb estels l'acció del vent sobre les veles.
A més de supervisar la construcció dels dics i organitzar els arsenals, s'ocupava de la tala d'arbres per a la construcció de les naus; solucionava els problemes en les mines d'Almadén i Linares, en els canals de rec de Múrcia i Aragó, en la fàbrica de canons de Santander; va assentar les bases per a una moderna cartografia d'Espanya, i demanaven la seva intercessió fins i tot per a obrir una càtedra de matemàtiques a Alacant. Al juny de 1754 el rei el va nomenar ministre de la Junta General de Comerç i Moneda, amb l'encàrrec d'examinar i arreglar diversos pesos i lligues de les monedes.
El marqués va estar desterrat a Granada, desposseït de tots els seus càrrecs, vigilat, i tenia prohibit rebre visites. Jordi Joan va emprendre el viatge des de Cartagena, es va asseure a la seva taula i li va oferir la seua curta hisenda. Igual va fer Antonio d'Ulloa sense previ acord. La seua fama transcendia les fronteres i en tot Europa se'l coneixia com el Savi espanyol.
En aquest temps, Jordi Joan va fundar a Cadis l'Assemblea Amistosa Literària, que reunia els dijous en sa casa, on es discutien temes d'interès que aportaven erudits com Luis Godín, José Aranda, Gerardo Henay, Diego Porcel, José Infant, Francesc Canivell, José Nájera, Francisco Esglésies, Pere Virgili, i José Carbonell, en el que pretenia ser l'embrió d'una futura Acadèmia de Ciències i on ell mateix exposava les seues observacions. Allí va sorgir la idea d'escriure la seua gran obra Examen marítimo, en la qual treballaria durant molt temps i es publicaria a Madrid catorze anys més tard, el 1771. Aquesta obra seria la pedra angular de la teoria de la construcció naval, la primera escrita amb càlculs matemàtics. Analitzava la dinàmica del buc, la seua estabilitat, la seua relació amb l'empeny de les ones, i tot basat en l'experiència. Tan prompte com va aparèixer, va ser coneguda i traduïda en tot Europa.
Però, desgraciadament, a Espanya, després de la caiguda d'Ensenada i per qüestions polítiques, a poc a poc va ser substituït el model de construcció estudiat per Joan, pel model francès, amb el natural goig dels anglesos, que van veure amb tranquil·litat com els plans de recuperació naval d'Espanya quedaven estancats.

## Darrers anys de vida
Poc abans de morir Jordi Joan, amb l'autoritat i independència de criteri que el caracteritzaven, va escriure una dura carta a Carles III per la seua subordinació cega al model francés per ell rebutjat des del principi. Hi vaticinava greus pèrdues, com ocorreria en la batalla de Trafalgar 32 anys després, quan els lleugers vaixells anglesos, segurament inspirats en els estudis de Joan, van acabar amb la pesada i vetusta flota hispanofrancesa.
Va publicar el 1757 el seu Compendio de navegación, un elegant exemplar que imprimeix en la mateixa premsa de l'Acadèmia, a la qual havia dedicat els seus coneixements en qüestions de tipus, tintes i papers, i que va produir bells exemplars, tots obres de text. El 1760 és nomenat cap d'Esquadra. Tot això farà que la seua salut es malmeta, havent de buscar temps per reposar-se d'uns còlics biliars en el balneari de Busot.

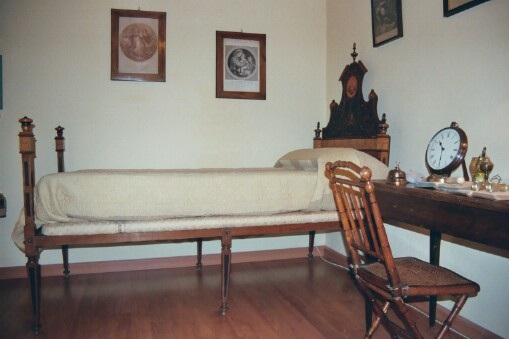
Llit de Jordi Joan i Santacilia.

El setembre del 1766 el rei Carles III el va nomenar ambaixador extraordinari en la cort del Marroc per a una difícil missió política. Durant tres regnats va ser Jordi Joan indispensable.
Després de més de sis mesos d'activitat diplomàtica, va tornar amb la missió finalitzada d'haver signat un tractat de 19 articles. En aquest, les aspiracions espanyoles quedaven assegurades en molts punts, menys en alguns que no van minvar l'èxit de la missió. De tots els detalls i curiositats del viatge, va deixar constància en un diari manuscrit.
De tornada a Madrid i amb l'experiència acumulada, es va dedicar a l'estudi de tota classe d'assumptes sol·licitats per les secretaries d'estat i del Consell de Castella. Considerat infal·lible, era requerida la seua opinió en la solució i l'estudi de difícils qüestions polítiques. Per fi, el 1770 va ser nomenat per a la direcció del Reial Seminari de Nobles, el seu últim lloc de servei. Amb l'autoritat moral que l'acompanyava i la seua capacitat d'organització i treball, encara que la salut li fallava seriosament, va canviar-ne els plans d'estudis, va completar les ordenances, va augmentar el nombre de professors d'acord amb les necessitats i n'exigia a tots un major compliment, i va millorar la situació del Reial Seminari.
Va morir Jordi Joan el 21 de juny de 1773, als 60 anys i sis mesos, i el van enterrar en l'església de San Martín, a San Fernando (Cadis). El 1808, en ser demolida l'església, les restes i la làpida van ser traslladats a Madrid i emmagatzemats a dependències municipals, fins que el 1860 es van traslladar al Panteó de Marins Il·lustres de Cadis, on reposen definitivament.

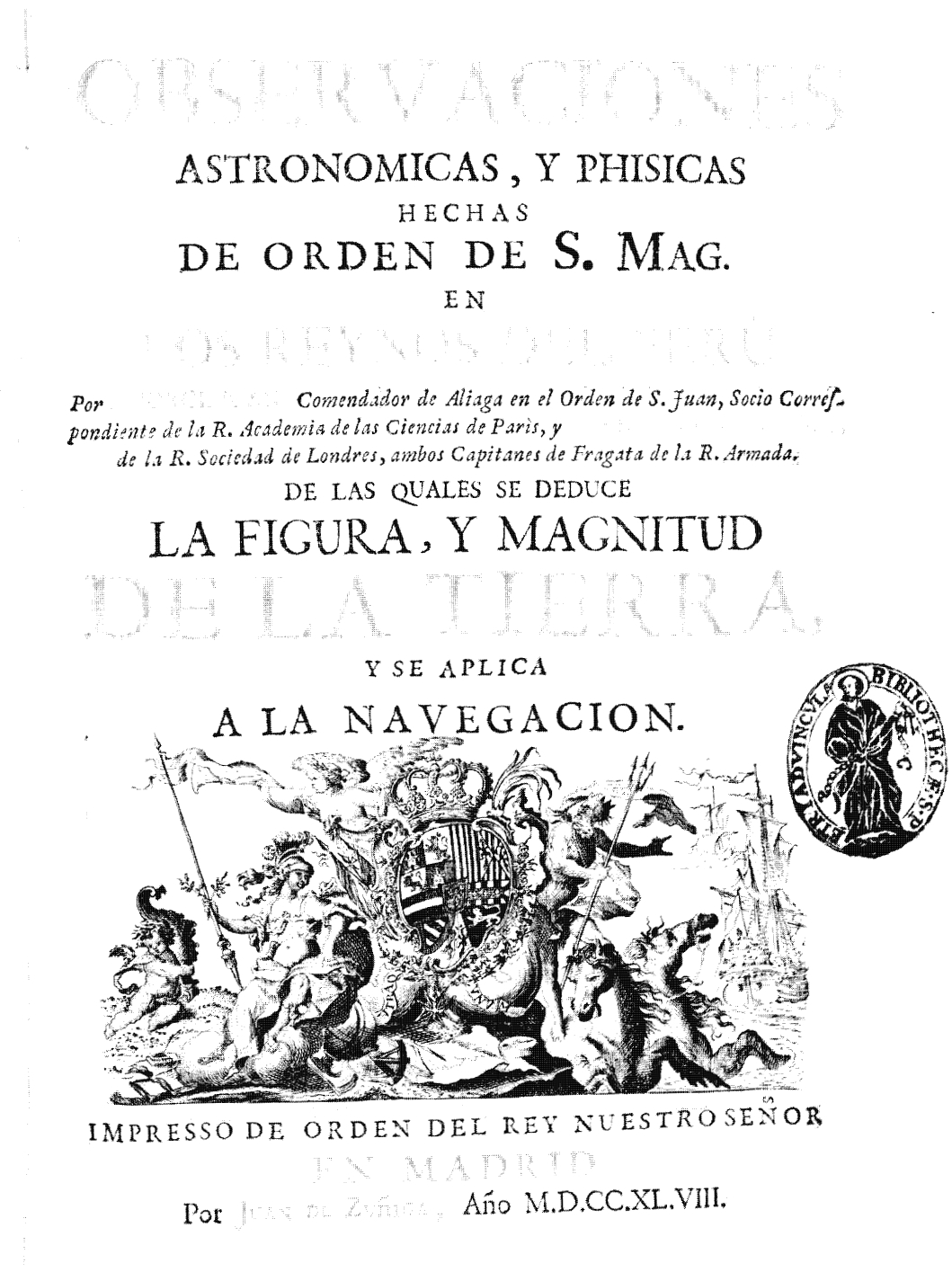
Observaciones astronomicas y phisicas, 1748

## Els escrits de Jordi Joan
- Compendio de navegación (1757)
- Examen marítimo teórico práctico (1771)
- Estado de la astronomía en Europa (1774)

## Escrits amb la col·laboració d'Antonio d'Ulloa
- Plan del camino de Quito al río Esmeraldas, según las observaciones astronómicas de Jorge Juan y Antonio de Ulloa (1736-1742)
- Observaciones astronómicas y físicas hechas en los reinos del Perú (Madrid, 1748)
- Relación histórica del viaje hecho de orden de su Majestad a la América Meridional (Madrid, 1748)
- Disertación histórica y geográfica sobre el meridiano de demarcación entre los dominios de España y Portugal (1749)
- Noticias secretas de América, sobre el estado naval, militar y político del Perú y provincia de Quito (1748, publicades a Londres el 1826). La seua publicació va ser prohibida pel govern espanyol